# Unione Calcio Sampdoria 2005-2006
Questa voce raccoglie le informazioni riguardanti l'Unione Calcio Sampdoria nelle competizioni ufficiali della stagione 2005-2006.

## Stagione
La Sampdoria era partita con ambizioni per il triplo impegno campionato - Coppa UEFA - Coppa Italia, ma la squadra di Novellino alternò grandi prestazioni (come un 2-1 sul Milan e un 3-1 sulla Fiorentina) ad altre imbarazzanti (0-2 contro un Cagliari in crisi e un 3-3 al 95' in casa su rigore contro il Siena).
Sfortunata l'apparizione europea, dopo 7 anni di purgatorio: dopo il passaggio al primo turno contro i portoghesi del Vitória Setúbal (1-1 in Portogallo e 1-0 a Genova) e accesso al mini gironcino UEFA, il sorteggio consegnò ai blucerchiati Halmstad, Lens, Steaua Bucarest e Hertha Berlino. Tolta la squadra materasso svedese, un girone molto equilibrato con squadre di pari livello, in cui la Sampdoria venne eliminata proprio all'ultimo secondo dell'ultima partita utile per la qualificazione (i risultati: 0-0 a Marassi contro i rumeni, 3-1 contro gli svedesi fuoricasa, pareggio a reti inviolate in casa con i tedeschi e sconfitta 2-1 al 90' in Francia).
Dopo l'eliminazione europea la Coppa Italia diventò un obiettivo importante per gli undici di Novellino; tuttavia, dopo il passaggio pulp contro il Cagliari agli ottavi (1-1 a Cagliari e 2-1 a Genova con pareggio cagliaritano al 93' e gol qualificazione di Flachi un minuto dopo) la Sampdoria venne eliminata nel turno successivo dall'Udinese (1-1 a Udine e 2-2 a Genova).
Il 30 aprile 2006, a seguito della partita con l'Udinese terminata 1-1, fu raggiunta la matematica salvezza, messa in precedenza in dubbio da una serie incredibile di risultati: sei partite perse di fila, e soli tre punti in undici incontri.
Sull'andamento altalenante della squadra nella stagione incisero pesantemente gli infortuni, anche gravi, che costrinsero la Samp a fare a meno di giocatori importanti, specie in attacco, quali Fabio Bazzani ed Emiliano Bonazzoli. La prolungata assenza di entrambi gli attaccanti di peso obbligò l'allenatore Novellino a schierare Corrado Colombo, rientrato a gennaio dal prestito all'Ascoli, ma la sua presenza in campo non diede i frutti sperati; tuttavia, secondo molti osservatori, la colpa dei pessimi risultati della Sampdoria nell'ultima parte del campionato andava prevalentemente attribuita alle scelte della società, che aveva ceduto Marco Borriello al Treviso, senza provvedere a una sua adeguata sostituzione.

## Rosa
| N. |                        | Ruolo | Calciatore          |
| -- | ---------------------- | ----- | ------------------- |
| 1  | Italia (bandiera)      | P     | Luca Castellazzi    |
| 3  | Italia (bandiera)      | D     | Marco Zamboni       |
| 4  | Italia (bandiera)      | C     | Sergio Volpi        |
| 6  | Ghana (bandiera)       | C     | Mark Edusei         |
| 7  | Italia (bandiera)      | C     | Andrea Gasbarroni   |
| 8  | Italia (bandiera)      | C     | Samuele Dalla Bona  |
| 9  | Italia (bandiera)      | A     | Fabio Bazzani       |
| 10 | Italia (bandiera)      | A     | Francesco Flachi    |
| 11 | Italia (bandiera)      | C     | Lamberto Zauli      |
| 11 | Italia (bandiera)      | C     | Mattia Marchesetti  |
| 13 | Bielorussia (bandiera) | A     | Vital' Kutuzaŭ      |
| 14 | Italia (bandiera)      | D     | Marcello Castellini |
| 15 | Italia (bandiera)      | D     | Luigi Sala          |
| 16 | Italia (bandiera)      | C     | Danilo Soddimo      |
| 17 | Italia (bandiera)      | C     | Angelo Palombo      |
| 18 | Italia (bandiera)      | A     | Emiliano Bonazzoli  |
| 19 | Italia (bandiera)      | D     | Giulio Falcone      |

| N. |                   | Ruolo | Calciatore           |
| -- | ----------------- | ----- | -------------------- |
| 20 | Italia (bandiera) | A     | Marco Borriello      |
| 21 | Italia (bandiera) | P     | Francesco Antonioli  |
| 22 | Italia (bandiera) | D     | Max Tonetto          |
| 26 | Italia (bandiera) | D     | Marco Pisano         |
| 27 | Italia (bandiera) | A     | Corrado Colombo      |
| 28 | Italia (bandiera) | D     | Mark Iuliano         |
| 29 | Italia (bandiera) | C     | Gionata Mingozzi     |
| 32 | Italia (bandiera) | D     | Simone Pavan         |
| 34 | Italia (bandiera) | D     | Aimo Diana           |
| 40 | Italia (bandiera) | C     | Gennaro Delvecchio   |
| 45 | Italia (bandiera) | D     | Ignazio Abate        |
| 77 | Italia (bandiera) | D     | Cristiano Zenoni     |
| 86 | Italia (bandiera) | P     | Michele Mangiapelo   |
| 87 | Italia (bandiera) | D     | Alessandro Bastrini  |
| 88 | Italia (bandiera) | A     | Salvatore Foti       |
| -  | Italia (bandiera) | C     | Bruno Fontes Da Mota |

## Calciomercato

### Sessione estiva(dal 1º/7 all'31/8)
| Acquisti | Acquisti           | Acquisti | Acquisti                         |
| R.       | Nome               | da       | Modalità                         |
| -------- | ------------------ | -------- | -------------------------------- |
| P        | Luca Castellazzi   | Brescia  | definitivo                       |
| D        | Marco Zamboni      | Brescia  | definitivo                       |
| D        | Luigi Sala         | Atalanta | definitivo                       |
| D        | Luca Antonini      | Pescara  | fine prestito                    |
| C        | Andrea Gasbarroni  | Palermo  | prestito                         |
| C        | Thomas Job         | Pescara  | fine prestito                    |
| C        | Samuele Dalla Bona | Milan    | prestito                         |
| C        | Gionata Mingozzi   | Perugia  | definitivo                       |
| A        | Emiliano Bonazzoli | Reggina  | prestito con diritto di riscatto |

| Cessioni | Cessioni          | Cessioni      | Cessioni      |
| R.       | Nome              | a             | Modalità      |
| -------- | ----------------- | ------------- | ------------- |
| P        | Luigi Turci       | Cesena        | definitivo    |
| P        | Daniele Padelli   | Pizzighettone | prestito      |
| P        | Emanuele Bianchi  | Perugia       | definitivo    |
| D        | Moris Carrozzieri | Arezzo        | prestito      |
| D        | Luca Antonini     | Arezzo        | prestito      |
| D        | Stefano Sacchetti | Mantova       | definitivo    |
| C        | Thomas Job        | Cremonese     | prestito      |
| C        | Cristiano Doni    | Maiorca       | definitivo    |
| C        | Vincenzo Iacopino | AlbinoLeffe   | prestito      |
| A        | Fausto Rossini    | Bologna       | fine prestito |
| A        | Mattia Roselli    | Chiasso       | prestito      |

### Sessione invernale(dal 3/1 al 31/1)
| Acquisti | Acquisti           | Acquisti   | Acquisti      |
| R.       | Nome               | da         | Modalità      |
| -------- | ------------------ | ---------- | ------------- |
| D        | Mark Iuliano       | definitivo |               |
| A        | Mattia Marchesetti | Chievo     | prestito      |
| A        | Corrado Colombo    | Ascoli     | fine prestito |

| Cessioni | Cessioni           | Cessioni | Cessioni      |
| R.       | Nome               | a        | Modalità      |
| -------- | ------------------ | -------- | ------------- |
| D        | Ignazio Abate      | Milan    | fine prestito |
| C        | Mark Edusei        | Torino   | prestito      |
| C        | Lamberto Zauli     | Bologna  | definitivo    |
| C        | Gennaro Delvecchio | Lecce    | prestito      |
| A        | Marco Borriello    | Milan    | fine prestito |

## Risultati

### Serie A

#### Girone di andata
| Arbitro: | Paparesta (Bari) |

|                           |           |           |
| Fiore 12’ Toni 30’ (rig.) | Marcatori | 74’ Diana |

| Arbitro: | Palanca (Roma 1) |

|                                        |           |                         |
| Bonazzoli 17’ Volpi 57’ Gasbarroni 85’ | Marcatori | 28’ Cozza 93’ Missiroli |

| Arbitro: | Bertini (Arezzo) |

|                           |           |               |
| Bonazzoli 38’ Tonetto 57’ | Marcatori | 18’ Gilardino |

| Arbitro: | Banti (Livorno) |

|  |           |                    |
|  | Marcatori | 45’, 48’ Bonazzoli |

| Arbitro: | Cassarà (Palermo) |

|            |           |                             |
| Flachi 50’ | Marcatori | 36’ Franceschini 60’ Obinna |

| Arbitro: | De Santis (Roma1) |

|                |           |                                               |
| D'Agostino 77’ | Marcatori | 45+1’ Flachi 63’, 90’ Bonazzoli 75’ Borriello |

| Arbitro: | Saccani (Mantova) |

|                |           |               |
| Tosto 45’, 78’ | Marcatori | 53’ Bonazzoli |

| Arbitro: | Girardi (San Donà di Piave) |

|                                           |           |                                                |
| Flachi 38’ (rig.) Volpi 54’, 90+5’ (rig.) | Marcatori | 48’ Locatelli 75’ (rig.) Chiesa 88’ Vergassola |

| Arbitro: | Dattilo (Locri) |

|                        |           |  |
| Trezeguet 41’ Mutu 57’ | Marcatori |  |

| Arbitro: | Farina (Novi Ligure) |

|               |           |                           |
| Diana 6’, 35’ | Marcatori | 30’ Cambiasso 40’ Córdoba |

| Arbitro: | Trefoloni (Siena) |

|  |           |                              |
|  | Marcatori | 32’ Gasbarroni 72’ Bonazzoli |

| Arbitro: | Racalbuto (Gallarate) |

|                      |           |  |
| Diana 71’ Flachi 73’ | Marcatori |  |

| Cagliari 27 novembre 2005, ore 15:00 13ª giornata | Cagliari  | 2 – 0 referto | Sampdoria | Stadio Sant'Elia |
| \| \| \| \| \| Suazo 20’, 52’ \| Marcatori \| \|  |           |               |           |                  |
|                                                   |           |               |           |                  |
| Suazo 20’, 52’                                    | Marcatori |               |           |                  |

| Arbitro: | Gava (Conegliano) |

|                          |           |  |
| Borriello 77’ Flachi 87’ | Marcatori |  |

| Arbitro: | Farina (Novi Ligure) |

|             |           |               |
| Corradi 25’ | Marcatori | 84’ Bonazzoli |

| Arbitro: | Rocchi (Firenze) |

|                   |           |           |
| Flachi 56’ (rig.) | Marcatori | 15’ Totti |

| Arbitro: | Saccani (Mantova) |

|                                  |           |  |
| Zapata 26’ Castellini 80’ (aut.) | Marcatori |  |

| Arbitro: | De Santis (Roma1) |

|  |           |                        |
|  | Marcatori | 8’, 90+2’ C. Lucarelli |

| Arbitro: | Morganti (Ascoli Piceno) |

|  |           |                            |
|  | Marcatori | 21’, 44’ Diana 48’ Bazzani |

#### Girone di ritorno
| Arbitro: | Messina (Bergamo) |

|                                    |           |          |
| Palombo 12’ Tonetto 25’ Flachi 32’ | Marcatori | 14’ Toni |

| Arbitro: | Rosetti (Torino) |

|                         |           |             |
| Paredes 75’ Amoruso 46’ | Marcatori | 44’ Kutuzaŭ |

| Arbitro: | De Santis (Tivoli) |

|                     |           |                |
| Ševčenko 13’ (rig.) | Marcatori | 36’ Gasbarroni |

| Arbitro: | Bertini (Arezzo) |

|             |           |                |
| Kutuzaŭ 29’ | Marcatori | 64’ Lazzaretti |

| Arbitro: | Morganti (Ascoli Piceno) |

|            |           |             |
| Scurto 61’ | Marcatori | 30’ Kutuzaŭ |

| Arbitro: | Tagliavento (Terni) |

|                                                        |           |                                     |
| Castellini 19’ Volpi 69’ (rig.) Tonetto 80’ Foti 90+5’ | Marcatori | 18’ Muslimovic 89’ (rig.) Di Napoli |

| Arbitro: | Rocchi (Firenze) |

|           |           |                            |
| Volpi 71’ | Marcatori | 56’ Quagliarella 86’ Budan |

| Arbitro: | Rocalburto (Gallarate) |

|                |           |  |
| Vergassola 80’ | Marcatori |  |

| Arbitro: | Trefoloni (Siena) |

|  |           |            |
|  | Marcatori | 69’ Nedvěd |

| Arbitro: | Rizzoli (Bologna) |

|             |           |  |
| Adriano 40’ | Marcatori |  |

| Arbitro: | Ayroldi (Molfetta) |

|  |           |                              |
|  | Marcatori | 57’ Di Michele 66’ Mutarelli |

| Arbitro: | Rosetti (Torino) |

|                      |           |  |
| Oddo 70’, 90’ (rig.) | Marcatori |  |

| Genova 2 aprile 2006, ore 15:00 32ª giornata               | Sampdoria | 1 – 1 referto | Cagliari | Stadio Luigi Ferraris (20779 spett.) |
| \| \| \| \| \| Castellini 14’ \| Marcatori \| 68’ Suazo \| |           |               |          |                                      |
|                                                            |           |               |          |                                      |
| Castellini 14’                                             | Marcatori | 68’ Suazo     |          |                                      |

| Arbitro: | Paparesta (Bari) |

|                |           |                   |
| Buscè 28’, 47’ | Marcatori | 60’ (rig.) Flachi |

| Arbitro: | Girardi (San Donà di Piave) |

|            |           |                                  |
| Flachi 39’ | Marcatori | 51’ (rig.) Corradi 90’ Bresciano |

| Roma 22 aprile 2006, ore 15:00 35ª giornata | Roma                     | 0 – 0 referto | Sampdoria | Stadio Olimpico di Roma\| Arbitro: \| Morganti (Ascoli Piceno) \| |
| Arbitro:                                    | Morganti (Ascoli Piceno) |               |           |                                                                   |

| Arbitro: | Palanca (Roma) |

|            |           |               |
| Flachi 62’ | Marcatori | 57’ Di Natale |

| Livorno 7 maggio 2006, ore 15:00 37ª giornata | Livorno           | 0 – 0 referto | Sampdoria | Stadio Armando Picchi\| Arbitro: \| Stefanini (Prato) \| |
| Arbitro:                                      | Stefanini (Prato) |               |           |                                                          |

| Arbitro: | Squillace (Catanzaro) |

|              |           |                               |
| Flachi 90+3’ | Marcatori | 25’ Delvecchio 52’, 85’ Konan |

### Coppa Italia

#### Fase ad eliminazione diretta
| Arbitro: | Nicola Stefanini (Prato) |

|           |           |           |
| Cocco 89’ | Marcatori | 68’ Pavan |

| Arbitro: | Luca Banti (Livorno) |

|                   |           |             |
| Flachi 78’, 90+4’ | Marcatori | 90+3’ Gobbi |

| Udine 25 gennaio 2006 Quarti di finale - Andata           | Udinese   | 1 – 1     | Sampdoria | Stadio Friuli (5.000 spett.) |
| \| \| \| \| \| Di Natale 23’ \| Marcatori \| 76’ Diana \| |           |           |           |                              |
|                                                           |           |           |           |                              |
| Di Natale 23’                                             | Marcatori | 76’ Diana |           |                              |

| Genova 1º febbraio 2006 Quarti di finale - Ritorno                            | Sampdoria | 2 – 2                   | Udinese | Stadio Luigi Ferraris |
| \| \| \| \| \| Foti 63’ Pisano 71’ \| Marcatori \| 43’ Di Natale 59’ Pieri \| |           |                         |         |                       |
|                                                                               |           |                         |         |                       |
| Foti 63’ Pisano 71’                                                           | Marcatori | 43’ Di Natale 59’ Pieri |         |                       |

### Coppa UEFA

#### Primo turno
| Setúbal 15 settembre 2005 Primo Turno - Andata         | Vitória Setúbal | 1 – 1 referto | Sampdoria | Estádio do Bonfim |
| \| \| \| \| \| Fábio 46’ \| Marcatori \| 14’ Flachi \| |                 |               |           |                   |
|                                                        |                 |               |           |                   |
| Fábio 46’                                              | Marcatori       | 14’ Flachi    |           |                   |

| Genova 29 settembre 2005 Primo Turno - Ritorno  | Sampdoria | 1 – 0 referto | Vitória Setúbal | Stadio Luigi Ferraris |
| \| \| \| \| \| Gasbarroni 7’ \| Marcatori \| \| |           |               |                 |                       |
|                                                 |           |               |                 |                       |
| Gasbarroni 7’                                   | Marcatori |               |                 |                       |

#### Fase a gironi
| Genova 3 novembre 2005 Gruppo C - 2ª giornata | Sampdoria | 0 – 0 referto | Steaua Bucarest | Stadio Luigi Ferraris |

| Göteborg 24 novembre 2005 Gruppo C - 3ª giornata                              | Halmstad  | 1 – 3 referto                     | Sampdoria | Ullevi |
| \| \| \| \| \| Đurić 17’ \| Marcatori \| 31’ Volpi 66’ Diana 86’ Bonazzoli \| |           |                                   |           |        |
|                                                                               |           |                                   |           |        |
| Đurić 17’                                                                     | Marcatori | 31’ Volpi 66’ Diana 86’ Bonazzoli |           |        |

| Genova 30 novembre 2005 Gruppo C - 4ª giornata | Sampdoria | 0 – 0 referto | Hertha Berlino | Stadio Luigi Ferraris |

| Lens 15 dicembre 2005 Gruppo C - 5ª giornata                       | Lens      | 2 – 1 referto | Sampdoria | Stadio Bollaert-Delelis |
| \| \| \| \| \| Thomert 10’ Jemâa 90’ \| Marcatori \| 24’ Flachi \| |           |               |           |                         |
|                                                                    |           |               |           |                         |
| Thomert 10’ Jemâa 90’                                              | Marcatori | 24’ Flachi    |           |                         |

## Statistiche

### Statistiche di squadra
| Competizione | Punti | In casa | In casa | In casa | In casa | In casa | In casa | In trasferta | In trasferta | In trasferta | In trasferta | In trasferta | In trasferta | Totale | Totale | Totale | Totale | Totale | Totale | DR |
| Competizione | Punti | G       | V       | N       | P       | Gf      | Gs      | G            | V            | N            | P            | Gf           | Gs           | G      | V      | N      | P      | Gf     | Gs     | DR |
| ------------ | ----- | ------- | ------- | ------- | ------- | ------- | ------- | ------------ | ------------ | ------------ | ------------ | ------------ | ------------ | ------ | ------ | ------ | ------ | ------ | ------ | -- |
| Serie A      | 41    | 19      | 6       | 6       | 7       | 29      | 29      | 19           | 4            | 5            | 10           | 18           | 22           | 38     | 10     | 11     | 17     | 47     | 51     | -4 |
| Coppa Italia | -     | 2       | 1       | 1       | 0       | 4       | 3       | 2            | 0            | 2            | 0            | 2            | 2            | 4      | 1      | 3      | 0      | 6      | 5      | +1 |
| Coppa UEFA   | -     | 3       | 1       | 2       | 0       | 1       | 0       | 3            | 1            | 1            | 1            | 5            | 4            | 6      | 2      | 3      | 1      | 6      | 4      | +2 |
| Totale       | -     | 24      | 8       | 9       | 7       | 34      | 32      | 24           | 5            | 8            | 11           | 25           | 48           | 48     | 13     | 17     | 18     | 59     | 60     | -1 |

### Andamento in campionato
| Giornata  | 1  | 2  | 3 | 4 | 5 | 6 | 7 | 8 | 9 | 10 | 11 | 12 | 13 | 14 | 15 | 16 | 17 | 18 | 19 | 20 | 21 | 22 | 23 | 24 | 25 | 26 | 27 | 28 | 29 | 30 | 31 | 32 | 33 | 34 | 35 | 36 | 37 | 38 |
| --------- | -- | -- | - | - | - | - | - | - | - | -- | -- | -- | -- | -- | -- | -- | -- | -- | -- | -- | -- | -- | -- | -- | -- | -- | -- | -- | -- | -- | -- | -- | -- | -- | -- | -- | -- | -- |
| Luogo     | T  | C  | C | T | C | T | T | C | T | C  | T  | C  | T  | C  | T  | C  | T  | C  | T  | C  | T  | T  | C  | T  | C  | C  | T  | C  | T  | C  | T  | C  | T  | C  | T  | C  | T  | C  |
| Risultato | P  | V  | V | V | P | V | P | N | P | N  | V  | V  | P  | V  | N  | N  | P  | P  | V  | V  | P  | N  | N  | N  | V  | P  | P  | P  | P  | P  | P  | N  | P  | P  | N  | N  | N  | P  |
| Posizione | 15 | 10 | 8 | 5 | 8 | 4 | 6 | 8 | 9 | 10 | 8  | 6  | 7  | 7  | 6  | 7  | 7  | 9  | 8  | 7  | 7  | 9  | 9  | 8  | 8  | 9  | 9  | 9  | 9  | 10 | 11 | 10 | 11 | 12 | 11 | 13 | 12 | 12 |

Legenda:

Luogo: C = Casa; T = Trasferta. Risultato: V = Vittoria; N = Pareggio; P = Sconfitta.

### Statistiche dei giocatori
Sono in corsivo i calciatori che hanno lasciato la società a stagione in corso.
| Giocatore      | Serie A  | Serie A | Serie A     | Serie A    | Coppa Italia | Coppa Italia | Coppa Italia | Coppa Italia | Coppa UEFA | Coppa UEFA | Coppa UEFA  | Coppa UEFA | Totale   | Totale | Totale      | Totale     |
| Giocatore      | Presenze | Reti    | Ammonizioni | Espulsioni | Presenze     | Reti         | Ammonizioni  | Espulsioni   | Presenze   | Reti       | Ammonizioni | Espulsioni | Presenze | Reti   | Ammonizioni | Espulsioni |
| -------------- | -------- | ------- | ----------- | ---------- | ------------ | ------------ | ------------ | ------------ | ---------- | ---------- | ----------- | ---------- | -------- | ------ | ----------- | ---------- |
| F. Antonioli   | 35       | 0       | 0           | 0          | 0            | 0            | 0            | 0            | 2          | 0          | 0           | 0          | 37       | 0      | 0           | 0          |
| A. Bastrini    | 1        | 0       | 0           | 0          | 0            | 0            | 0            | 0            | 0          | 0          | 0           | 0          | 1        | 0      | 0           | 0          |
| F. Bazzani     | 6        | 1       | 2           | 0          | 1            | 0            | 0            | 0            | 0          | 0          | 0           | 0          | 7        | 1      | 2           | 0          |
| E. Bonazzoli   | 17       | 9       | 1           | 0          | 0            | 0            | 0            | 0            | 6          | 1          | 2           | 0          | 23       | 10     | 3           | 0          |
| M. Borriello   | 10       | 2       | 1           | 0          | 1            | 0            | 0            | 0            | 2          | 0          | 0           | 0          | 13       | 2      | 1           | 0          |
| L. Castellazzi | 3        | 0       | 0           | 0          | 4            | 0            | 0            | 0            | 4          | 0          | 0           | 0          | 11       | 0      | 0           | 0          |
| M. Castellini  | 33       | 2       | 9           | 0          | 3            | 0            | 1            | 0            | 3          | 0          | 0           | 0          | 39       | 2      | 10          | 0          |
| C. Colombo     | 12       | 0       | 0           | 0          | 3            | 0            | 2            | 0            | 0          | 0          | 0           | 0          | 15       | 0      | 2           | 0          |
| S. Dalla Bona  | 29       | 0       | 4           | 0          | 4            | 0            | 1            | 0            | 5          | 0          | 0           | 0          | 38       | 0      | 5           | 0          |
| A. Diana       | 29       | 6       | 11          | 0          | 4            | 1            | 0            | 0            | 6          | 1          | 0           | 0          | 39       | 8      | 11          | 0          |
| M. Edusei      | 1        | 0       | 0           | 0          | 0            | 0            | 0            | 0            | 0          | 0          | 0           | 0          | 1        | 0      | 0           | 0          |
| G. Falcone     | 14       | 0       | 4           | 0          | 1            | 0            | 0            | 0            | 3          | 0          | 1           | 0          | 18       | 0      | 5           | 0          |
| F. Flachi      | 31       | 11      | 4           | 3          | 2            | 2            | 0            | 0            | 6          | 2          | 0           | 0          | 39       | 15     | 4           | 3          |
| S. Foti        | 15       | 1       | 0           | 0          | 3            | 1            | 1            | 0            | 0          | 0          | 0           | 0          | 18       | 2      | 1           | 0          |
| A. Gasbarroni  | 27       | 3       | 7           | 0          | 2            | 0            | 1            | 0            | 5          | 1          | 2           | 0          | 34       | 4      | 10          | 0          |
| M. Iuliano     | 4        | 0       | 1           | 1          | 0            | 0            | 0            | 0            | 0          | 0          | 0           | 0          | 4        | 0      | 1           | 1          |
| V. Kutuzaŭ     | 29       | 3       | 2           | 0          | 4            | 0            | 0            | 0            | 5          | 0          | 0           | 0          | 38       | 3      | 2           | 0          |
| M. Marchesetti | 8        | 0       | 0           | 0          | 2            | 0            | 0            | 0            | 0          | 0          | 0           | 0          | 10       | 0      | 0           | 0          |
| G. Mingozzi    | 2        | 0       | 0           | 0          | 1            | 0            | 0            | 0            | 0          | 0          | 0           | 0          | 3        | 0      | 0           | 0          |
| A. Palombo     | 31       | 1       | 2           | 1          | 2            | 0            | 1            | 0            | 3          | 0          | 0           | 0          | 36       | 1      | 3           | 1          |
| S. Pavan       | 20       | 0       | 4           | 0          | 4            | 1            | 1            | 0            | 2          | 0          | 0           | 0          | 26       | 1      | 5           | 0          |
| M. Pisano      | 31       | 0       | 3           | 0          | 3            | 1            | 2            | 0            | 5          | 0          | 1           | 0          | 39       | 1      | 6           | 0          |
| L. Sala        | 24       | 0       | 6           | 0          | 2            | 0            | 0            | 0            | 4          | 0          | 1           | 0          | 30       | 0      | 7           | 0          |
| D. Soddimo     | 1        | 0       | 0           | 0          | 0            | 0            | 0            | 0            | 0          | 0          | 0           | 0          | 1        | 0      | 0           | 0          |
| M. Tonetto     | 33       | 3       | 4           | 0          | 1            | 0            | 0            | 0            | 4          | 0          | 2           | 0          | 38       | 3      | 6           | 0          |
| S. Volpi       | 35       | 5       | 9           | 0          | 4            | 0            | 1            | 0            | 6          | 1          | 0           | 0          | 45       | 6      | 10          | 0          |
| M. Zamboni     | 1        | 0       | 0           | 0          | 1            | 0            | 0            | 0            | 0          | 0          | 0           | 0          | 2        | 0      | 0           | 0          |
| L. Zauli       | 8        | 0       | 1           | 0          | 0            | 0            | 0            | 0            | 4          | 0          | 0           | 0          | 12       | 0      | 1           | 0          |
| C. Zenoni      | 35       | 0       | 3           | 0          | 3            | 0            | 0            | 0            | 6          | 0          | 0           | 0          | 44       | 0      | 3           | 0          |